# Eustala sanguinosa
Eustala sanguinosa är en spindelart som först beskrevs av Eugen von Keyserling 1898.  Eustala sanguinosa ingår i släktet Eustala och familjen hjulspindlar. Inga underarter finns listade i Catalogue of Life.